# Tesla (unidade)
Tesla (símbolo T) é a unidade usada pelo Sistema Internacional de Unidades (SI) para densidade de fluxo magnético. Comumente chamado de B, o campo magnético quantifica o valor que o campo magnético ocupa em um ponto no espaço em um determinado momento. Esse campo magnético pode ser gerado por um material que possui propriedades magnéticas, um ímã, ou pela movimentação de cargas elétricas, isto é, por uma corrente elétrica, caso em que temos um eletroímã. Em 1956, a Comissão Eletrotécnica Internacional propôs que a unidade de indução magnética dentro do SI fosse chamada de tesla, com o símbolo T. Finalmente, após uma votação durante a décima primeira Conferência Geral de Pesos e Medidas, realizada em 1960 na cidade de Paris, a unidade foi oficialmente anunciada, recebendo o nome em homenagem ao cientista Nikola Tesla.

## Definição
Um fenômeno físico, conhecido como força de Lorentz, determina a definição do tesla: uma partícula com carga de 1 coulomb passando por um campo magnético de 1 tesla com velocidade perpendicular ao campo de 1 metro por segundo sente a força de 1 newton. O tesla também pode ser expresso como:
{\displaystyle \mathrm {T} ={\dfrac {\mathrm {V} \cdot {\mathrm {s} }}{\mathrm {m} ^{2}}}={\dfrac {\mathrm {N} }{\mathrm {A} {\cdot }\mathrm {m} }}={\dfrac {\mathrm {J} }{\mathrm {A} {\cdot }\mathrm {m} ^{2}}}={\dfrac {\mathrm {H} {\cdot }\mathrm {A} }{\mathrm {m} ^{2}}}={\dfrac {\mathrm {Wb} }{\mathrm {m} ^{2}}}={\dfrac {\mathrm {kg} }{\mathrm {C} {\cdot }\mathrm {s} }}={\dfrac {\mathrm {N} {\cdot }\mathrm {s} }{\mathrm {C} {\cdot }\mathrm {m} }}={\dfrac {\mathrm {kg} }{\mathrm {A} {\cdot }\mathrm {s} ^{2}}}}

## Conversões
Também é frequentemente utilizada para expressar densidade de fluxo magnético a unidade gauss, que é a unidade padrão no sistema CGS de unidades. Um gauss equivale a 10-4 tesla (ou 1 T = 104 G).
Experimentalmente, temos, pelo teorema do fluxo magnético,
{\displaystyle {|B|}={\frac {\Phi }{|A|}}}, que é equivalente a unidade: {\displaystyle {\frac {Wb}{\mathrm {m} ^{2}}}}
Em geofísica, é comum usar a unidade γ (gamma), que é 109 vezes menor que o tesla. Então, 1 γ = 1 nT (nanotesla).
42.6 MHz é a frequência do núcleo de 1H, usado em espectroscopia NMR. Logo, um campo magnético com frequência de 1 GHz equivale a 23.5 teslas.

## Exemplos e recordes
A força do sistema magnético do supercondutor ITER é de 13T.
A intensidade do campo magnético necessária para levitar um sapo é de 16T. Isto ocorre através do propriedade de diamagnetismo.
A maior intensidade de um campo magnético contínuo produzido em laboratório é de 45 T. (Florida State University em 2015.)
A maior intensidade de um campo magnético pulsado produzido em laboratório, não destrutivo, é de 100 T. (Los Alamos National Laboratory.) 
O maior campo magnético instantâneo já gerado em ambientes fechados, chegou ao estonteante número de 1 200 T, obtido pela Universidade de Tóquio, em setembro de 2018, tendo o efeito durado por 100 microssegundos.
O maior valor de um campo magnético já obtido na Terra é de 2800 T, através do uso de explosivos para concentrar as linhas de campo magnético e produzirem valores de densidade de fluxo magnético por alguns microssegundos. Este foi o método utilizado em 1998 por pesquisadores no Centro Russo Federal Nuclear (VNIIEF).
Os maiores campos magnéticos conhecidos são de gigateslas e provêm de magnetars, que são estrelas de nêutrons e podem alcançar de 108 até 1011 T.